# کادرنا
کادرنا (به لاتین: Kaderna) یک منطقهٔ مسکونی در استونی است که در دهستان اماسته واقع شده‌است. کادرنا ۲ نفر جمعیت دارد.